# Flora
|  | Per a altres significats, vegeu «Flora (desambiguació)». |

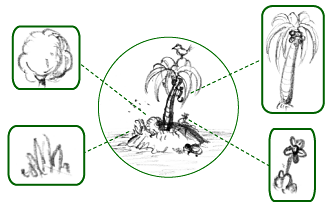
Esquema simplificat de la flora d'una illa - totes les espècies de plantes estan emmarcades

Flora, en botànica, té dues accepcions. El primer significat és la flora d'una superfície o d'un període, fent referència a totes les plantes que viuen en una superfície o període, especialment les autòctones. El segon significat és respecte a un llibre o un altre treball botànic que descriu les espècies de plantes que es fan en una superfície o en un període amb la intenció de permetre'n la identificació. Fauna és el terme corresponent per a referir-se als animals.
La paraula flora prové de la dea de la mitologia romana Flora. Flora i fauna i altres formes de vida com els fongs s'anomenen col·lectivament biota.
Els bacteris a vegades s'inclouen dins la flora.

## Flora mediterrània

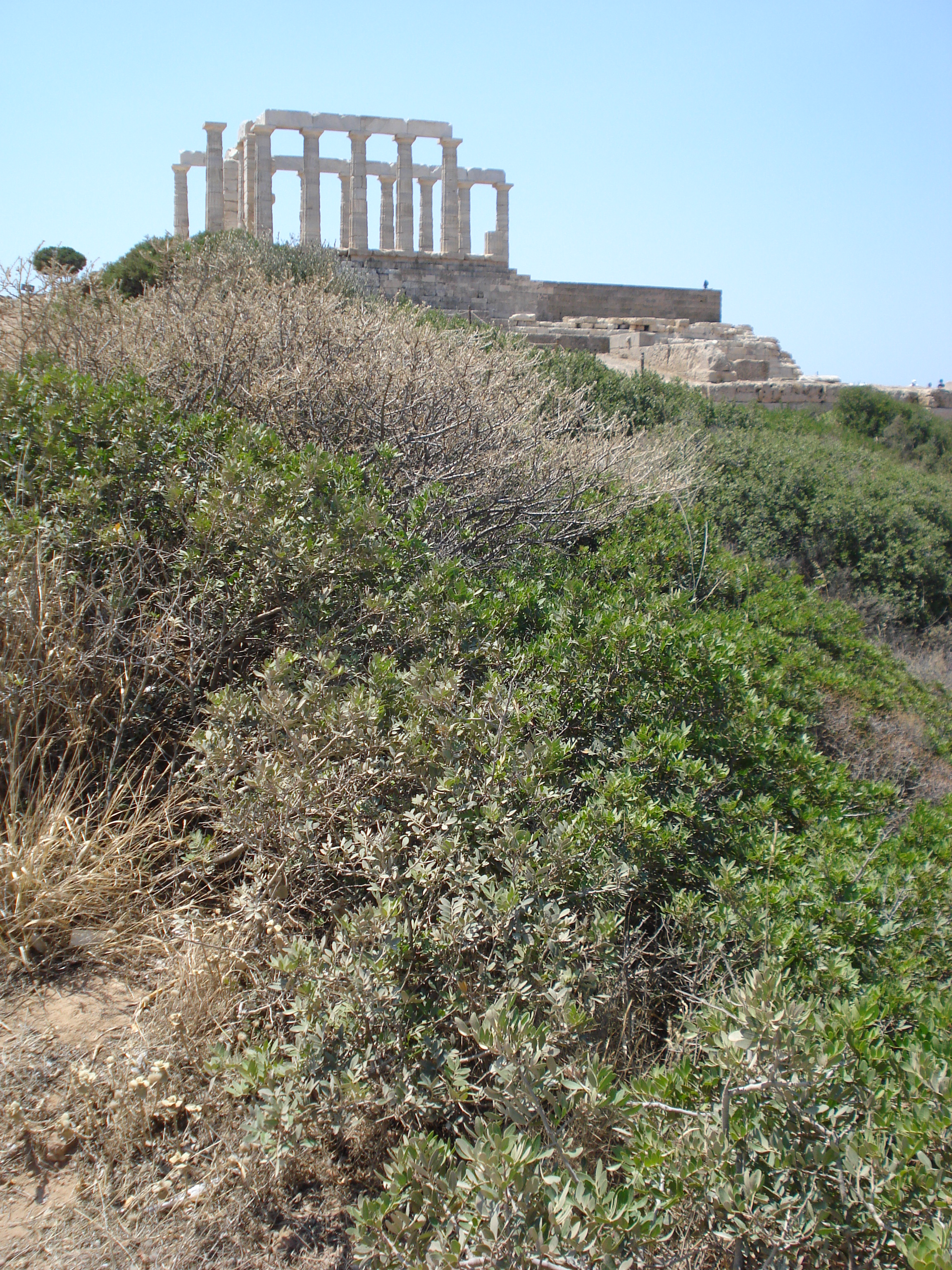
Flora mediterrània en estiu al cap Súnion, Grècia

Hi ha cinc regions al món amb clima mediterrani: La conca del Mediterrani amb 25.000 plantes
Califòrnia amb 4.300 plantes, Xile central amb 2.400 plantes, la part sud de Sud-àfrica amb 8.550 i parts sud i oest d'Austràlia amb 8.000 plantes. La flora d'aquestes cinc regions componen la flora mediterrània en sentit ampli.
Tot i ocupar aquestes zones de clima mediterrani, menys del 5% de les terres emergides del món tenen unes 48.250 espècies de plantes vasculars, cosa que representa quasi un 20% del total mundial.
Aquestes regions també tenen un alt nombre de plantes rares i endemismes. Aquesta presència de plantes especials refuta les prediccions de la relació entre diversitat i superfície, productivitat i latitud.